# Persicaria viscofera
Persicaria viscofera är en slideväxtart som först beskrevs av Tomitaro Makino, och fick sitt nu gällande namn av Hugo Gross. Persicaria viscofera ingår i släktet pilörter, och familjen slideväxter. Utöver nominatformen finns också underarten P. v. robusta.